# Northern Premier League Division One North
Northern Premier League Division One North là một trong hai giải đấu thứ cấp của hệ thống giải đấu Northern Premier League. Division One North nằm ở cấp độ 4 của Hệ thống các giải bóng đá Quốc gia Anh, thuộc cấp độ 8 của Hệ thống các giải bóng đá ở Anh. Vì lý do tài trợ nên Division One Nort còn được gọi là Evo-Sti League Division One North.
Giải đấu hiện nay bao gồm các khu vực ở nước Anh bao gồm vùng Đông Bắc, Tây Bắc và Yorkshire và Humber.
Sự hủy bỏ giải đấu Northern Premier League First Division  do chia rẽ dẫn đến việc tạo ra hai giải đấu Division One North và Division One South. Hai giải đấu này bắt đầu thi đấu lúc vào mùa giải 2007-08, ban đầu chỉ thi đấu với 18 đội.
Vào cuối mùa giải, đội vô địch của giải đấu được thăng hạng lên Northern Premier League. Các đội xếp vị trí thứ 2 đến thứ 5 tham gia vào các trận play-off để xác định đội thăng hạng. Các đội xếp vị trí thứ 21 và 22 bị rớt hạng xuống cấp bậc 9 trong Hệ thống các giải bóng đá ở Anh.

## Hệ thống giải đấu
Hệ thống giải đấu này quy định mỗi đội thi đấu vòng tròn hai lượt, một lần ở sân nhà và một lần sân khách. Sau 42 trận, đội vô địch được thăng hạng Northern Premier League Premier Division và hai đội xếp cuối bị rớt hạng xuống thi đấu ở cấp độ 9 trong Hệ thống các giải bóng đá ở Anh (Thường xuống chơi tại North West Counties, Northern Counties East hoặc Northern League).
Các đội xếp vị trí thứ 2 đến vị trí thứ 5 phải tham dự trận play-off ở vòng bán kết xác định một suất thăng hạng.
Tuy nhiên, vào mùa giải 2007-08 khi giải đấu ban đầu được tách ra thành hai giải đấu riêng biệt đó là Division North và Division South. Lúc đó chỉ có 18 đội bóng tham dự nên mỗi giải đấu được 9 đội tham dự. Các đội ở mỗi nhóm phải thi đấu 4 trận. Trong đó hai trận lượt đi và lượt về trong mỗi giải đấu và hai trận lượt đi và về với các đội khác giải đấu. Nhưng điều lệ này bị thay đổi vào mùa giải 2008-09.

## Các câu lạc bộ hiện tại
| Câu lạc bộ                 | Vị trí xếp hạng 2014–15                           |
| -------------------------- | ------------------------------------------------- |
| Bamber Bridge              | 3rd                                               |
| Brighouse Town             | 14th                                              |
| Burscough                  | 15th                                              |
| Clitheroe                  | 13th                                              |
| Droylsden                  | 10th                                              |
| Farsley                    | 12th                                              |
| Glossop North End          | Thăng hạng vì vô địch NWCFL Premier Division, 1st |
| Harrogate Railway Athletic | 8th                                               |
| Kendal Town                | 16th                                              |
| Lancaster City             | 11th                                              |
| Mossley                    | 7th                                               |
| New Mills                  | Miễn xuống hạng, 21st                             |
| Northwich Victoria         | 4th                                               |
| Ossett Albion              | 17th                                              |
| Ossett Town                | 18th                                              |
| Prescot Cables             | 20th                                              |
| Radcliffe Borough          | 19th                                              |
| Scarborough Athletic       | 6th                                               |
| Spennymoor Town            | 5th                                               |
| Trafford                   | Xuống hạng từ NPL Premier Division, 23rd          |
| Warrington Town            | 9th                                               |
| Witton Albion              | Xuống hạng từ NPL Premier Division, 22nd          |

## Các nhà vô địch trước đó
Từ năm 1987 đến năm 2007, giải đấu duy nhất đó là Northern Premier League First Division, sau đó chia thành hai giải đấu North và South.
| - 1987–88 – Fleetwood Town - 1988–89 – Colne Dynamoes - 1989–90 – Leek Town - 1990–91 – Whitley Bay - 1991–92 – Colwyn Bay - 1992–93 – Bridlington Town - 1993–94 – Guiseley - 1994–95 – Blyth Spartans - 1995–96 – Lancaster City - 1996–97 – Radcliffe Borough | - 1997–98 – Whitby Town - 1998–99 – Droylsden - 1999–2000 – Accrington Stanley - 2000–01 – Bradford Park Avenue - 2001–02 – Harrogate Town - 2002–03 – Alfreton Town - 2003–04 – Hyde United - 2004–05 – North Ferriby United - 2005–06 – Mossley - 2006–07 – Buxton |

### Các nhà vô địch gần đây
| Mùa giải | Vô địch              | Thăng hạng                                   | Thắng play-off                                                          | Xuống hạng                   |
| -------- | -------------------- | -------------------------------------------- | ----------------------------------------------------------------------- | ---------------------------- |
| 2007–08  | Bradford Park Avenue | Bradford Park Avenue FC United of Manchester | FC United of Manchester Skelmersdale United Curzon Ashton Bamber Bridge | Bridlington Town             |
| 2008–09  | Durham City          | Durham City Newcastle Blue Star              | Skelmersdale United Newcastle Blue Star Colwyn Bay Curzon Ashton        | No relegation                |
| 2009–10  | FC Halifax Town      | FC Halifax Town Colwyn Bay                   | Lancaster City Colwyn Bay Curzon Ashton Skelmersdale United             | Rossendale United            |
| 2010–11  | Chester              | Chester Chorley                              | Skelmersdale United Chorley Curzon Ashton AFC Fylde                     | No relegation                |
| 2011–12  | A.F.C. Fylde         | A.F.C. Fylde Witton Albion                   | Curzon Ashton Witton Albion Farsley Garforth Town                       | Durham City† Woodley Sports# |
| 2012–13  | Skelmersdale United  | Skelmersdale United Trafford                 | Cammell Laird New Mills Trafford Mossley                                | Garforth Town                |
| 2013–14  | Curzon Ashton        | Curzon Ashton Ramsbottom United              | Darlington Warrington Town Bamber Bridge Ramsbottom United              | Wakefield†                   |
| 2014–15  | Salford City         | Salford City Darlington                      | Darlington Bamber Bridge Northwich Victoria Spennymoor Town             | Padiham                      |

# Xuống hạng do thi thành tích thi đấu không tốt.

† Tự nguyện xin xuống hạng.